# Argyrogrammana ochrias
Argyrogrammana ochrias är en fjärilsart som beskrevs av Frederick DuCane Godman och Osbert Salvin 1878. Argyrogrammana ochrias ingår i släktet Argyrogrammana och familjen Riodinidae. Inga underarter finns listade i Catalogue of Life.